# NGC 1714
NGC 1714 је расејано звездано јато у сазвежђу Златна риба које се налази на NGC листи објеката дубоког неба.
Деклинација објекта је - 66° 55' 32" а ректасцензија 4h 52m 8,4s. Привидна величина (магнитуда) објекта NGC 1714 износи 11,6 а фотографска магнитуда 11,5. NGC 1714 је још познат и под ознакама ESO 85-EN8.